# Dan (voornaam)
Dan is een jongensnaam die in verschillende landen voorkomt. Vaak, vooral in Engelstalige landen, is Dan een verkorting van de Hebreeuwse naam Daniël of de Engelse variant Danny. In deze gevallen is het vaak slechts een roepnaam, maar sommige mensen hebben Dan als officiële voornaam. Daarnaast is Dan een op zichzelf staande Bijbelse naam: Dan was volgens Genesis een van de zonen van Jakob. De naam verwijst (evenals het eerste deel van de naam Daniël, 'God is mijn rechter') naar rechtspraak.
Vooral bij Scandinaviërs kan Dan ook een andere herkomst hebben: het is dan een variant van de Oudnoordse naam Danr wat Deen betekende. De naam komt behalve in de Edda ook in een aantal runeninscripties voor (als Tan).

## Naamdragers
Een aantal personen met de naam Dan:
- Dan Abnett, Engelse auteur
- Dan Andersson, Zweedse auteur
- Dan Asplund, Finse afgestudeerde ingenieur en onderzoeksprofessor in technologie
- Dan Anton Johansen, voetballer
- Dan Beck-Hansen, handbalspeler
- Dan Frost, Deens wielrenner
- Dan Auerbach, Amerikaans zanger en muzikant
- Dan Aykroyd, Canadees acteur en komiek
- Dan Brown, Amerikaans schrijver
- Dan Cruickshank, Brits televisiepresentator
- Dan Flavin, Amerikaans kunstenaar
- Dan Hartman, Amerikaans zanger en componist
- Dan Kennis, Amerikaans filmproducent
- Dan McVicar, Amerikaans acteur
- Dan Karaty, Amerikaanse televisiepersoonlijkheid, choreograaf, danser en acteur

## Noot
1. ↑  Old Norse Men's Names, The Viking Answer Lady. Gearchiveerd op 4 april 2023.

- Dan
- Dan-Axel Zagadou
- Dan-Ola Eckerman
- DanWarp
- Dan (Suriname)
- Dan (graad)
- Dan (persoon)
- Dan (sport)
- Dan (stam)
- Dan (volk)
- Dan (voornaam)
- Dan + Shay
- Dan Air
- Dan Air (Romania)
- Dan Andersson
- Dan Ar Braz
- Dan Ashworth
- Dan Auerbach
- Dan August
- Dan August (band)
- Dan Aykroyd
- Dan Baird
- Dan Balan
- Dan Barrett
- Dan Barry
- Dan Barton
- Dan Beery
- Dan Berglund
- Dan Bern
- Dan Bilzerian
- Dan Bittman
- Dan Blazer
- Dan Block
- Dan Blocker
- Dan Bowman
- Dan Brereton
- Dan Brown
- Dan Bucatinsky
- Dan Burbank
- Dan Burn
- Dan Butler
- Dan Byrd
- Dan Bălan
- Dan Caine
- Dan Calichman
- Dan Carter
- Dan Carter (rugbyspeler)
- Dan Castellaneta
- Dan Caten
- Dan Clarke
- Dan Coats
- Dan Coleman
- Dan Cooper
- Dan Cooper (stripreeks)
- Dan Costa
- Dan Costa (componist)
- Dan Craven
- Dan Crenshaw
- Dan Crowley
- Dan Cruickshank
- Dan Curtis Lee
- Dan Dailey
- Dan Dare
- Dan Dare: Pilot of the Future
- Dan Dennett
- Dan Deublein
- Dan Doherty
- Dan Donegan
- Dan Donovan
- Dan Donovan (musicus)
- Dan Dumitru Zamfirescu
- Dan Eggen
- Dan Einbinder
- Dan Ekner
- Dan Evans (tennis)
- Dan Ewing
- Dan Flavin
- Dan Fleeman
- Dan Fogel
- Dan Fogelberg
- Dan Fogler
- Dan Forsman
- Dan Frazer
- Dan Friedkin
- Dan Friekdin
- Dan Frischman
- Dan Frost
- Dan Futterman
- Dan Gadzuric
- Dan Gargan
- Dan Gauthier
- Dan George
- Dan George (acteur)
- Dan George (beeldhouwer)
- Dan Gertler
- Dan Gilroy
- Dan Gosling
- Dan Graham
- Dan Greaney
- Dan Greer
- Dan Gurney
- Dan Haggerty
- Dan Halutz
- Dan Hannan
- Dan Harmon
- Dan Harrington
- Dan Hartman
- Dan Hawkins
- Dan Hedaya
- Dan Heimiller
- Dan Heisman
- Dan Henderson
- Dan Hennessey
- Dan Hicks
- Dan Hill
- Dan Hoi
- Dan Houser
- Dan Humphrey
- Dan I
- Dan Immerfall
- Dan Inosanto
- Dan Issel
- Dan Ito
- Dan Jansen
- Dan Johnson
- Dan Jones
- Dan Jorgensen
- Dan Jorgensen (zwemmer)
- Dan Joyce
- Dan Jørgensen
- Dan Kampelmacher
- Dan Karaty
- Dan Kelly
- Dan Kennedy
- Dan Kennis
- Dan Ketchum
- Dan Koehl
- Dan Kopelman
- Dan Kowalski
- Dan Lacksman
- Dan Landrum
- Dan Lauria
- Dan Laustsen
- Dan Leef Ik Toch Nog Een Keer
- Dan Lett
- Dan Levinson
- Dan Levy
- Dan Levy (acteur)
- Dan Li
- Dan Locklair
- Dan Lungren
- Dan Malloy
- Dan Marino
- Dan Marius Mitu
- Dan McGrath
- Dan McKenzie
- Dan McVicar
- Dan Millman
- Dan Mitrione
- Dan Miyakawa
- Dan Moerman
- Dan Mori
- Dan N'Lundulu
- Dan Nastasi
- Dan Ndoye
- Dan O'Bannon
- Dan O'Brien
- Dan O'Donovan (coureur)
- Dan O'Herlihy
- Dan Olaru
- Dan Opare
- Dan Palmer
- Dan Paltinisanustadion
- Dan Peace
- Dan Peck
- Dan Peek
- Dan Pena
- Dan Perjovschi
- Dan Peter McKenzie
- Dan Petersen
- Dan Petrescu
- Dan Peña
- Dan Pippin
- Dan Plaum
- Dan Povenmire
- Dan Price
- Dan Păltinișanustadion
- Dan Quayle
- Dan Radcliffe
- Dan Reynolds
- Dan Robinson
- Dan Romann
- Dan Romer
- Dan Schmatz
- Dan Schneider
- Dan Scott
- Dan Shaver
- Dan Simmons
- Dan Sleigh
- Dan Smith
- Dan Snaith
- Dan Soutar
- Dan St. Marseille
- Dan Stanca
- Dan Stanislawski
- Dan Steven Locklair
- Dan Stevens
- Dan Sullivan
- Dan Sullivan (Amerikaans senator)
- Dan Swano
- Dan Swanö
- Dan Taylor
- Dan Terry
- Dan Ticktum
- Dan Tyminski
- Dan Van Severen
- Dan Welcher
- Dan Wells
- Dan Wells (autocoureur)
- Dan Wells (schrijver)
- Dan Wheldon
- Dan White
- Dan Williamson
- Dan Zamfirescu
- Dan Zhang
- Dan Ziskie
- Dan balan
- Dan en slechts dan als
- Dan heisman
- Dan in Real Life
- Dan leef ik toch nog een keer
- Dan maar de lucht in
- Dan sleigh
- Dan the Automator
- Dan the banjo man
- Dan van Severen
- Dan volg je haar benen
- Dan volg je haar benen / Calypso
- Dan zeg ik weer iets lulligs
- Dana
- Dana (Illinois)
- Dana (Indiana)
- Dana (Iowa)
- Dana (Turkije)
- Dana (natuurgebied)
- Dana (voornaam)
- Dana Air
- Dana Air-vlucht 0992
- Dana Andrews
- Dana Ashbrook
- Dana Barron
- Dana Bash
- Dana Björg Guðmundsdóttir
- Dana Breewel
- Dana Carvey
- Dana Colley
- Dana Davis
- Dana DeArmond
- Dana Delany
- Dana Dool
- Dana Elaine Owens
- Dana Elcar
- Dana Foederer
- Dana Gillespie
- Dana Glöss
- Dana Glöß
- Dana Gothia (schip, 2003)
- Dana Horeman
- Dana Ingrova
- Dana International
- Dana Ivey
- Dana Leskinen
- Dana Lixenberg
- Dana Mathewson
- Dana McVicker
- Dana Mitchell
- Dana Mulya
- Dana Nechushtan
- Dana Nechustan
- Dana Olsen
- Dana Philippo
- Dana Plato
- Dana Plotogea
- Dana Point
- Dana Point (Californië)
- Dana Powell
- Dana Reeve
- Dana Rosemary Scallon
- Dana Rožlapa
- Dana S. Scott
- Dana Scallon
- Dana Schutz
- Dana Scott
- Dana Scully
- Dana Sprengers
- Dana Stewart Scott
- Dana Ulery
- Dana V. Ashbrook
- Dana Vavrova
- Dana Vollmer
- Dana Vávrová
- Dana Wheeler-Nicholson
- Dana White
- Dana Wilson
- Dana Winner
- Dana Wynter
- Dana Zatopkova
- Dana Zatopkova-Ingrova
- Dana Zátopková
- Dana Zátopková-Ingrova
- Dana andrews
- Dana natuurreservaat
- Dana van Dreven
- Dana Čechová
- Danabaai
- Danabari
- Danabasi
- Danabaşı
- Danablu
- Danablu, laten we de Deense naam maar gebruiken
- Danacetichthys
- Danacetichthys galathenus
- Danacoris
- Danae
- Danae (dieren)
- Danae (geslacht)
- Danae (plant)
- Danae Stratou
- Danae Van Oeteren
- Danae abdominalis
- Danae algoensis
- Danae androgyna
- Danae armata
- Danae atronotata
- Danae augusticlava
- Danae babaulti
- Danae borneensis
- Danae bulbifera
- Danae calcarata
- Danae capnicera
- Danae caprella
- Danae castanea
- Danae cavicollis
- Danae chappuisi
- Danae chinensis